# Бутко, Александр Андреевич
Александр Андреевич Бутко (25 августа 1905 года, Сумы — 22 июня 1973 года, Киев) — советский военный деятель, Полковник. Герой Советского Союза.

## Начальная биография
Александр Андреевич Бутко родился 25 августа 1905 года в городе Сумы в семье рабочего.
Окончил церковно-приходскую школу и три класса реального училища.

## Военная служба

### Довоенное время
В 1920 году Бутко был призван в ряды РККА.
В 1924 году окончил Сумские пехотные курсы имени Н. А. Щорса, после чего был направлен в 15-ю стрелковую дивизию. В 1928 году окончил Киевскую артиллерийскую школу, а в 1935 году — Ленинградские бронетанковые курсы усовершенствования офицерского состава.
В 1939 году принимал участие в ходе польского похода РККА.

### Великая Отечественная война
С июня 1941 года принимал участие в боях на фронтах Великой Отечественной войны. За время войны был дважды ранен.
В 1942 году вступил в ряды ВКП(б).
Командуя 167-м гвардейским лёгким артиллерийским полком (3-я гвардейская лёгкая артиллерийская бригада, 1-я гвардейская артиллерийская дивизия прорыва, 60-я армия), гвардии подполковник Александр Бутко 3 октября 1943 года в ходе Битвы за Днепр одним из первых форсировал реку и организовал переправу полка на плацдарм в районе села Губин (Киевская область).
Указом Президиума Верховного Совета СССР от 17 октября 1943 года за образцовое выполнение боевых заданий командования, умелое руководство боем полка при форсировании Днепра и удержание плацдарма на его правом берегу гвардии подполковнику Александру Андреевичу Бутко присвоено звание Героя Советского Союза с вручением ордена Ленина и медали «Золотая Звезда» (№ 1902).

### Послевоенная карьера
В 1948 года полковник Александр Андреевич Бутко вышел в запас, после чего жил в Киеве, где принимал участвовал в военно-патриотической работе среди населения.
Александр Андреевич Бутко умер 22 июня 1973 года в Киеве. Похоронен на Байковом кладбище.

## Награды
- Медаль «Золотая Звезда»;
- Два ордена Ленина;
- Два ордена Красного Знамени;
- Орден Отечественной войны 1 степени;
- Медали.

## Память
В Сумах в честь А. А. Бутко названа школа № 10.
В Киевском государственном историческом музее и Сумском областном краеведческом музее представлены материалы, рассказывающие о А. А. Бутко.
В городе Сумы в начале улицы Героев Сталинграда создана аллея Славы, где представлены портреты 39 Героев Советского Союза, связанных с городом Сумы и Сумским районом.